# Monti Transantartici

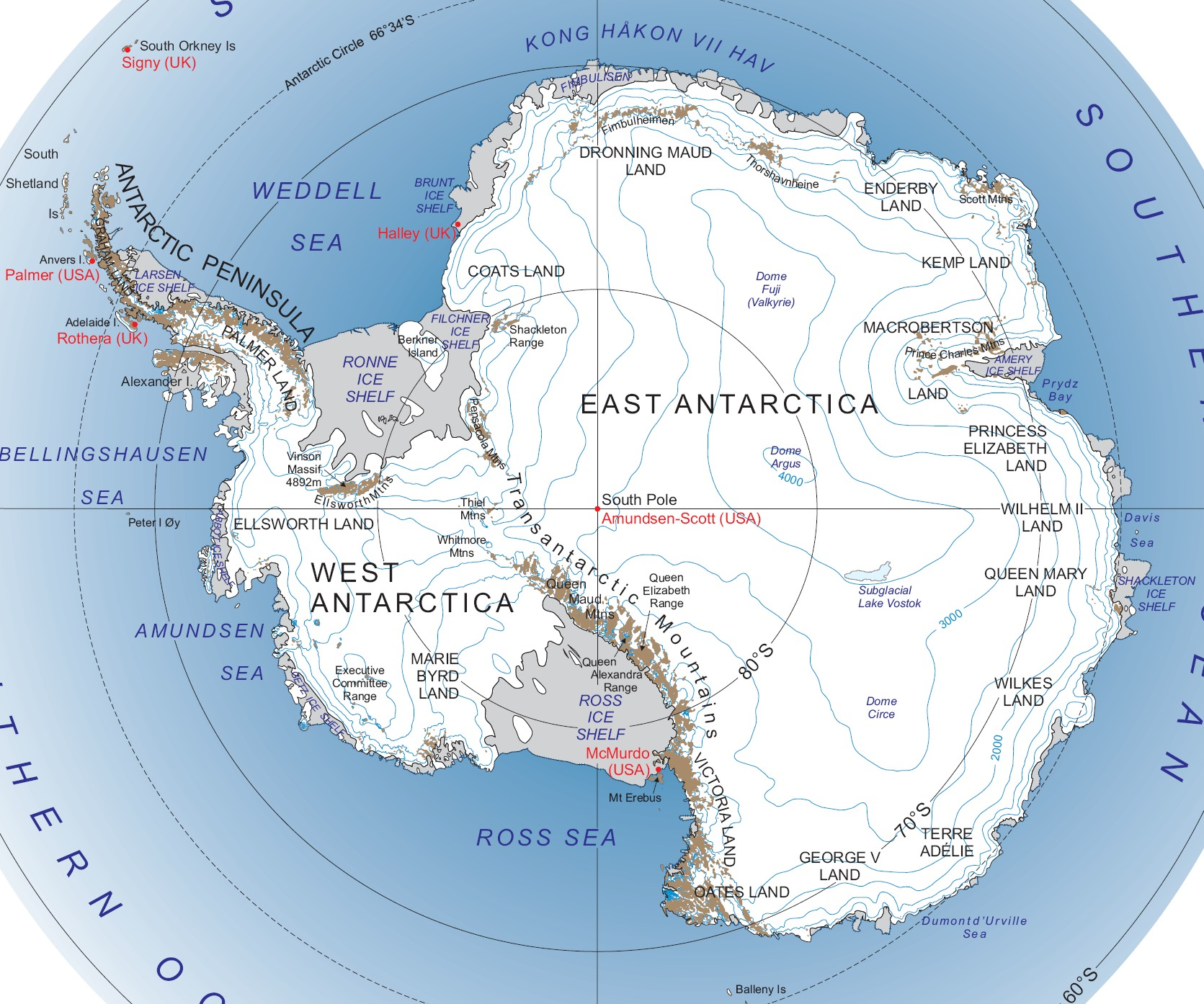
Mappa dell'Antartide

I monti Transantartici sono una catena di montagne nell'Antartide, che si estendono con qualche piccola interruzione tra il capo Adare (nella parte settentrionale di Terra Vittoria) e la Terra di Coats. Sono considerati la divisione tra l'Antartide Occidentale e quello Orientale.
Sono incluse in essi anche alcune catene montuose minori: Monti Horlick, Monti Thiel, Monti Pensacola, Catena di Shackleton, Monti Theron più alcuni gruppi lungo la costa occidentale del Mare di Ross e lungo i confini occidentali e meridionali della Barriera di Ross.

## Denominazione
La denominazione "Transantarctic Mountains" fu applicata per la prima volta a questa catena montuosa in una pubblicazione del 1960 da parte del geologo Warren B. Hamilton, susseguente al lavoro da lui svolto sul campo. Nel 1962 la denominazione fu raccomandata dal Comitato consultivo dei nomi antartici (US-ACAN). Il nome puramente descrittivo, in contrasto ad altre denominazioni antartiche per lo più assegnate in onore di persone o studiosi che hanno svolto attività in loco o collaborato con le spedizioni di ricerca, è attualmente ampiamente accettata a livello internazionale, con le corrispettive traduzioni nelle varie lingue.

## Geografia
La catena si estende per una lunghezza di circa 3500 km (quinta catena montuosa più lunga del pianeta), talvolta vengono considerate parte dei monti Transantartici anche le catene montuose della Penisola Antartica portando la lunghezza complessiva a circa 4800 km. Attraversano il continente dal Mare di Ross al Mare di Weddell raggiungendo elevazioni che superano i 4.500 m s.l.m. ed una larghezza di compresa fra i 100 e i 300 km. 
Le sue vette sono per lo più coperte di ghiacci, dove emergono dalla coltre gelata danno luogo ai nunatak. Nei pressi della Baia di McMurdo si trovano le Valli Secche di McMurdo (McMurdo Dry Valleys), delle vallate sgombre dal ghiaccio e con precipitazioni estremamente ridotte che costituiscono un ecosistema del tutto particolare all'interno del continente.
Il punto più elevato dei monti Transantartici è il Monte Kirkpatrick (4528 m s.l.m.).

## Elementi significativi della catena
Dal Mare di Ross al Mare di Weddell, gli elementi più significativi della catena sono i seguenti:

### Terra della Regina Vittoria
- Ghiacciaio Lillie
- Monti della Concordia
- Capo Adare
- Monti dell'Ammiragliato
- Capo Hallett
- Ghiacciaio Tucker
- Monti della Vittoria
- Ghiacciaio Mariner
- Ghiacciaio Aviator
- Baia Terra Nova
- Ghiacciaio Priestley
- Montagne del principe Albert
  - Ghiacciaio David e Lingua glaciale Drygalski
  - Ghiacciaio Mackay
  - Valli secche McMurdo
- Ghiacciaio Ferrar
- Canale McMurdo

### Parte centrale della catena
- Ghiacciaio Mulock
- Ghiacciaio Byrd
- Ghiacciaio Nimrod
- Monti della Regina Alessandra
- ghiacciaio Beardmore

### Monti della Regina Maud
- Ghiacciaio Shackleton
- Ghiacciaio Liv
- Ghiacciaio Amundsen
- Ghiacciaio Scott
- Monti Bush
- Commonwealth Range
- Dominion Range
- Herbert Range
- Prince Olav Mountains
- Hughes Range
- Supporters Range
- Tapley Mountains

### Parte meridionale della catena
- Ghiacciaio Reedy
- Monti Horlick
- Monti Thiel
- Monti Pensacola
  - Ghiacciaio Support Force
  - Foundation Ice Stream
- Catena di Shackleton
- Monti Theron
  - Bailey Ice Stream